# Lucas Camilo
Lucas Camilo Azevedo da Silva (Ceará, Brasil, 25 de mayo de 2006), más conocido como Lucas Camilo, es un futbolista brasileño que juega como centrocampista en el Gremio del Campeonato Brasileño de Serie A.

## Estadísticas

### Clubes
Actualizado al último partido disputado el 22 de enero de 2024.
| Club            | Div.          | Temporada     | Liga  | Liga  | Liga   | Estatal | Estatal | Estatal | Copas nacionales | Copas nacionales | Copas nacionales | Copas internacionales | Copas internacionales | Copas internacionales | Total | Total | Total  |
| Club            | Div.          | Temporada     | Part. | Goles | Asist. | Part.   | Goles   | Asist.  | Part.            | Goles            | Asist.           | Part.                 | Goles                 | Asist.                | Part. | Goles | Asist. |
| --------------- | ------------- | ------------- | ----- | ----- | ------ | ------- | ------- | ------- | ---------------- | ---------------- | ---------------- | --------------------- | --------------------- | --------------------- | ----- | ----- | ------ |
| Gremio · Brasil | 1.ª           | 2024          | 0     | 0     | 0      | 0       | 0       | 0       | 0                | 0                | 0                | 0                     | 0                     | 0                     | 0     | 0     | 0      |
| Gremio · Brasil | Total club    | Total club    | 0     | 0     | 0      | 0       | 0       | 0       | 0                | 0                | 0                | 0                     | 0                     | 0                     | 0     | 0     | 0      |
| Total carrera   | Total carrera | Total carrera | 0     | 0     | 0      | 0       | 0       | 0       | 0                | 0                | 0                | 0                     | 0                     | 0                     | 0     | 0     | 0      |